# The Sun Comes Out
Sale El Sol (v doslovném překladu do češtiny „Vychází Slunce“) je třetí dvojjazyčné a sedmé studiové album kolumbijské latino-popové zpěvačky Shakiry.

## Informace o albu
Album bylo nahráno na Bahamách, v Londýně, v Barceloně a Dominikánské republice.

## Seznam písní
| 1. "Sale El Sol" 2. "Loca" 3. "Antes de las Seis" 4. "Gordita" 5. "Addicted to You" 6. "Lo Que Más" 7. "Mariposas" 8. "Rabiosa" 9. "Devoción" 10. "Islands" 11. "Tu Boca" 12. "Waka Waka (Esto es África)" [b] 13. "Loca" (ft. Dizzee Rascal) [a] 14. "Rabiosa" (ft. Pitbull) [a] 15. "Waka Waka (This Time for Africa)" (ft. Freshlyground) [b] [a] | Poznámky - [a] Anglický zpívana verze - [b] K-Mix |

## Umístění
| Hitparáda (2010)       | Vrchol |
| ---------------------- | ------ |
| Česko                  | 6      |
| Mexiko                 | 1      |
| Rakousko               | 3      |
| Španělsko              | 1      |
| USA Billboard 200      | 7      |
| USA Top Digital Albums | 4      |
| USA Top Latin Albums   | 1      |
| USA Latin Pop Albums   | 1      |